# Laputa (fiktive Insel)

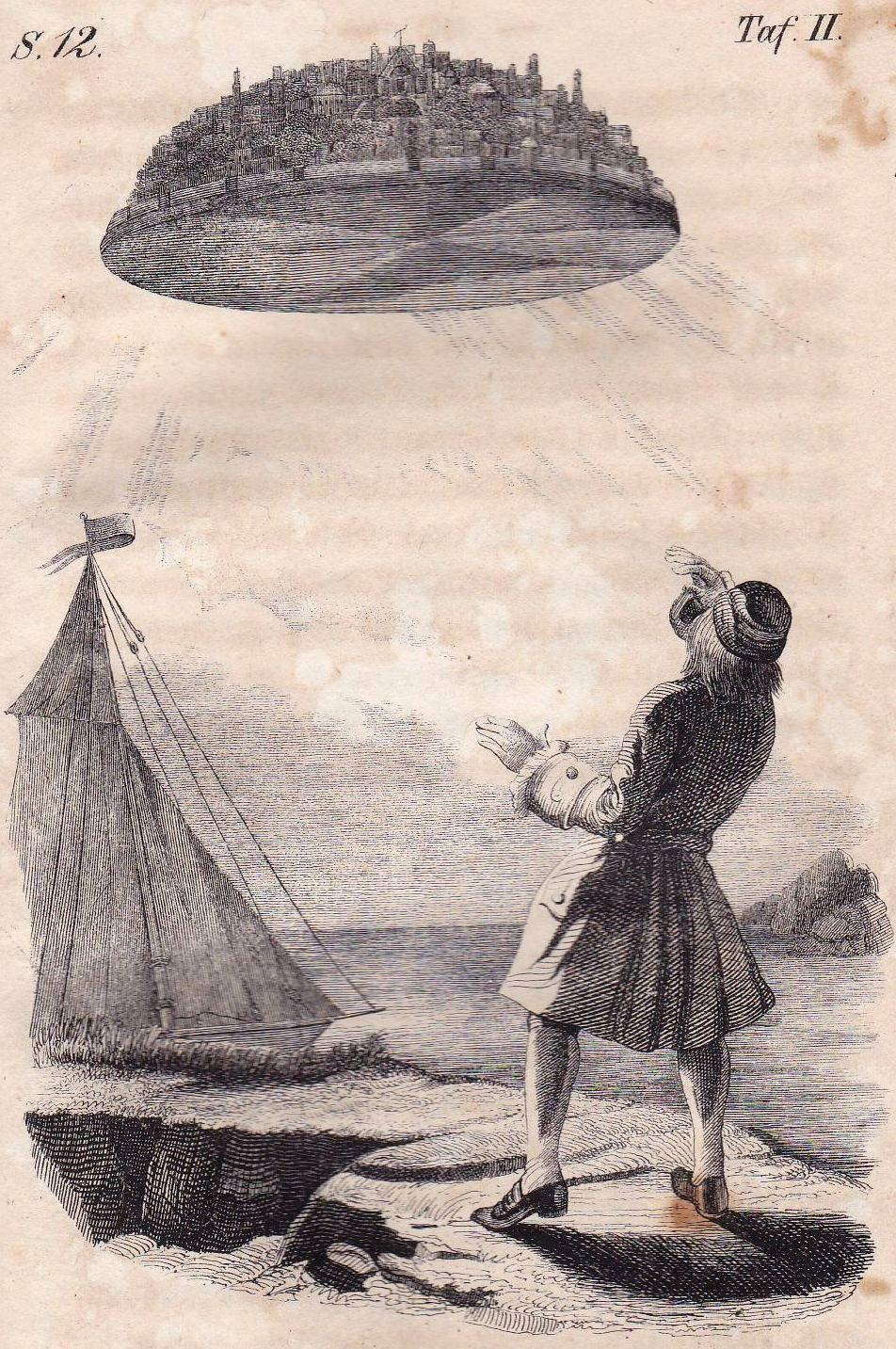
Die Gelehrteninsel Laputa in der Ausgabe von 1839

Jonathan Swift beschreibt die Insel Laputa in dem Roman Gullivers Reisen von 1726. Laputa ist eine Insel, die 4½ Meilen (ca. 7¼ km) im Durchmesser hat. Ein Diamant-Magnet im Zentrum lässt die Insel in Kombination mit magnetischen Kräften schweben. Aus technischen Gründen ist deren Reichweite auf den Raum über der Insel Balnibarbi beschränkt.

## Inhalt
Lemuel Gulliver reist nach seinen Abenteuern in Liliput und Brobdingnag durch Aufforderung eines Besuchers auf einer dritten Reise auf einem fremden Segelschiff. Als dieses Schiff von Piraten überfallen wird, wird Gulliver durch die Gnade eines Japaners nicht ins Meer geworfen, sondern auf einem Rettungsboot mit Proviant zu Wasser gelassen. Nachdem er auf einer Insel angekommen ist, geht er dort an Land. Er bemerkt, dass die Sonne seltsam verdunkelt ist und entdeckt, dass sich darüber in der Luft eine schwebende Insel befindet, die voller Menschen ist. Durch Zurufen macht er auf sich aufmerksam, eine Kette wird herabgelassen, und er wird zu dieser schwebenden Insel hinaufgezogen: Laputa.
Laputa wird von Menschen bevölkert, die alle den Kopf zur einen oder anderen Seite neigen und mit einem Auge nach innen, mit dem anderen nach oben blicken. Er beobachtet eine Gesellschaft, die sich vornehmlich für Musik, Mathematik und (Astro-)Physik interessiert. Eine Gesellschaft, die vollkommen vergeistigt und im Nachdenken über Phänomene des Kosmos vertieft ist – so sehr vertieft, dass Diener angestellt sind, sogenannte Climenole, die den Kopf und das Gehirn regelmäßig mit leichten Schlägen durch Sandsäcke bearbeiten, um das Denken der Bewohner Laputas nicht zu weit abschweifen zu lassen und (zumindest) auf die Insel zurückzuholen. Gulliver ist von diesen höheren wissenschaftlichen Ansprüchen und den technischen Fähigkeiten der Inselbewohner zum einen tief beeindruckt, zum anderen aber auch gelangweilt. Bei einer Audienz beim König von Laputa ersucht Gulliver diesen, die fliegende Insel verlassen und die darunter liegende, Balnibarbi, besuchen zu dürfen. Diese Abreise wird ihm gewährt. Auf Balnibarbi und in deren Hauptstadt Lagado lernt er das Elend dieser Insel und deren ökonomische Ausbeutung durch Laputa kennen, aber auch deren Widerstand.

## Interpretation
Die schwebende Insel Laputa wird von vielen Quellen als schwach verschlüsselte Satire auf die Herrschaft Großbritanniens über Irland gesehen, besonders auch der Aufstand Lagados wird als zeitgenössischer Aufstand der Iren gegen Großbritannien interpretiert. La Puta bedeutet auf Spanisch: Die Hure. Es ist wahrscheinlich, dass Swift in seiner Satire aufgrund seiner Spanisch-Kenntnisse Wissen über diese Namensgebung gehabt und dies bewusst gewählt hat.

## Referenzen
- Ein Fall für einen Henkerslehrling (Případ pro začínajícího kata) von Pavel Juráček, 1969 (ČSSR 1969) ist ein tschechischer Film der Tschechischen Neuen Welle, der sich explizit auf Swifts Reise nach Laputa bezieht.[1] Dieser Film ist konkret als Gesellschaftssatire auf die Tschechoslowakei der 1960er Jahre ausgelegt und wurde im Zusammenhang mit der Niederschlagung des Prager Frühlings indiziert, blieb aber im Kinoverleih.[2]
- Laputa: Im Beziehungsdrama von Helma Sanders-Brahms aus dem Jahr 1986 erscheint die Insel jeweils beim Vorlesen von Gullivers Reisen.[3]
- Dr. Seltsam oder: Wie ich lernte, die Bombe zu lieben: Satire von Stanley Kubrick (1964), Primärziel des B-52 Bombers ist der ICBM-Komplex in Laputa
- Laputa Verlag: Ein Berliner Buchverlag, der satirische, groteske und absurde Literatur veröffentlicht.[4]
- Das Schloss im Himmel[5]:, ein Anime von Hayao Miyazaki aus dem Jahr 1986.
- Irrational Man von William Barrett (1958): Barrett verwendet die Geschichte von Laputa, um die Entfremdung des Existentialismus zu veranschaulichen.
- The Elder Scrolls von 1994 bis 2014, ein Computerspiel, das Referenzen zu Swifts fliegender Insel Laputa und George Orwell zeigt.
- Mazda Laputa , ein japanisches Auto, das von 1999 bis 2006 produziert worden ist.
- Raumschiff Enterprise, Episode #76, Die Wolkenstadt (Erstausstrahlung 1969), in der die Wolkenstadt Stratos beschrieben wird, die deutliche Referenzen zu Swifts Laputa zeigt.[6]
- Motor Sommer von John Crowley, post-apokalyptischer Science-Fiction-Roman mit einer fliegenden Stadt namens Laputa.
- Battle Angel Alita von Yukito Kishiro, post-apokalyptischer Science-Fiction-Manga mit der schwebenden Stadt Zalem/Tiphares, deren Bewohner die Oberflächenbewohner unterdrücken.